# ناحیه اشبری، شهرستان گالاتین، ایلینوی
ناحیه اشبری (به انگلیسی: Asbury Township) یک منطقهٔ مسکونی در ایالات متحده آمریکا است که در شهرستان گالاتین، ایلینوی واقع شده‌است. ناحیه اشبری ۱۲۵ متر بالاتر از سطح دریا واقع شده‌است.